# ボイスアンドハート
株式会社ボイスアンドハート（Voice & Heart）は、音楽制作やアーティスト・作家などのマネージメントをする会社。かつては声優のマネージメントもしていた。

## 概要
2005年10月にアニプレックス（Sony Music Group）とロードアンドスカイ・オーガニゼイション（Road and Sky Group）の2社の合弁会社として設立された。設立目的は、アニメーション事業を中核とするSMEグループのアニプレックスとの事業連動を図るためとのこと。
設立当初は、アニメーション・声優・音楽のコラボレーションを事業の主軸とし、アニメーションの音楽制作や声優のマネジメント、新人声優の発掘などを主な事業としていた（2006年に行われたSuper Voice Audition 2006において、大原桃子、松嵜麗、安士百合野、葉山達也、内藤真太が合格）。将来的にはアニメ以外の分野でも新たなビジネス展開をすることを目標にしていたという。
しかし、2008年1〜2月に所属声優の全員が他の事務所に移籍した後、2008年4月にアニプレックスから独立し、声優のマネージメント事業から撤退。その後はアニメーションの音楽制作事業や映画制作事業を主に展開している。
また、Sony Musicグループ傘下の声優系事務所として他にミュージックレインが存在する。

## かつて所属していた声優
- 阿澄佳奈（現所属：81プロデュース）
- 井上麻里奈（現所属：青二プロダクション）
- 大原桃子（マウスプロモーション移籍後引退）
- 小森まなみ（声優・歌手に関するマネジメントのみ、現所属：ラクーンドッグ）
- 内藤真太
- 葉山達也（フリー）
- 松嵜麗（現所属：マウスプロモーション）
- 安士百合野（現所属：M&Sカンパニー）

## 映画作品
- 2008年 『コラソンdeメロン』
- 2008年 『40歳問題』
- 2009年 『悲しいボーイフレンド』
- 2009年 『つむじ風食堂の夜』
- 2010年 『時をかける少女』
- 2010年 『遠くの空』

## 音楽制作
2009年まで、自社レーベル『VORC Records』を運営していた。

## 関連会社
- 株式会社ロード&スカイ

浜田省吾、スピッツ、斉藤和義、三浦知良（サッカー選手）らが所属するマネジメント会社。過去には尾崎豊、梁邦彦、大森洋平らが所属。
- 株式会社ポスカ

事業内容はCD、DVDの製造、物流、販売及び、CD、DVDの企画制作。